# گورستان اسیستنس

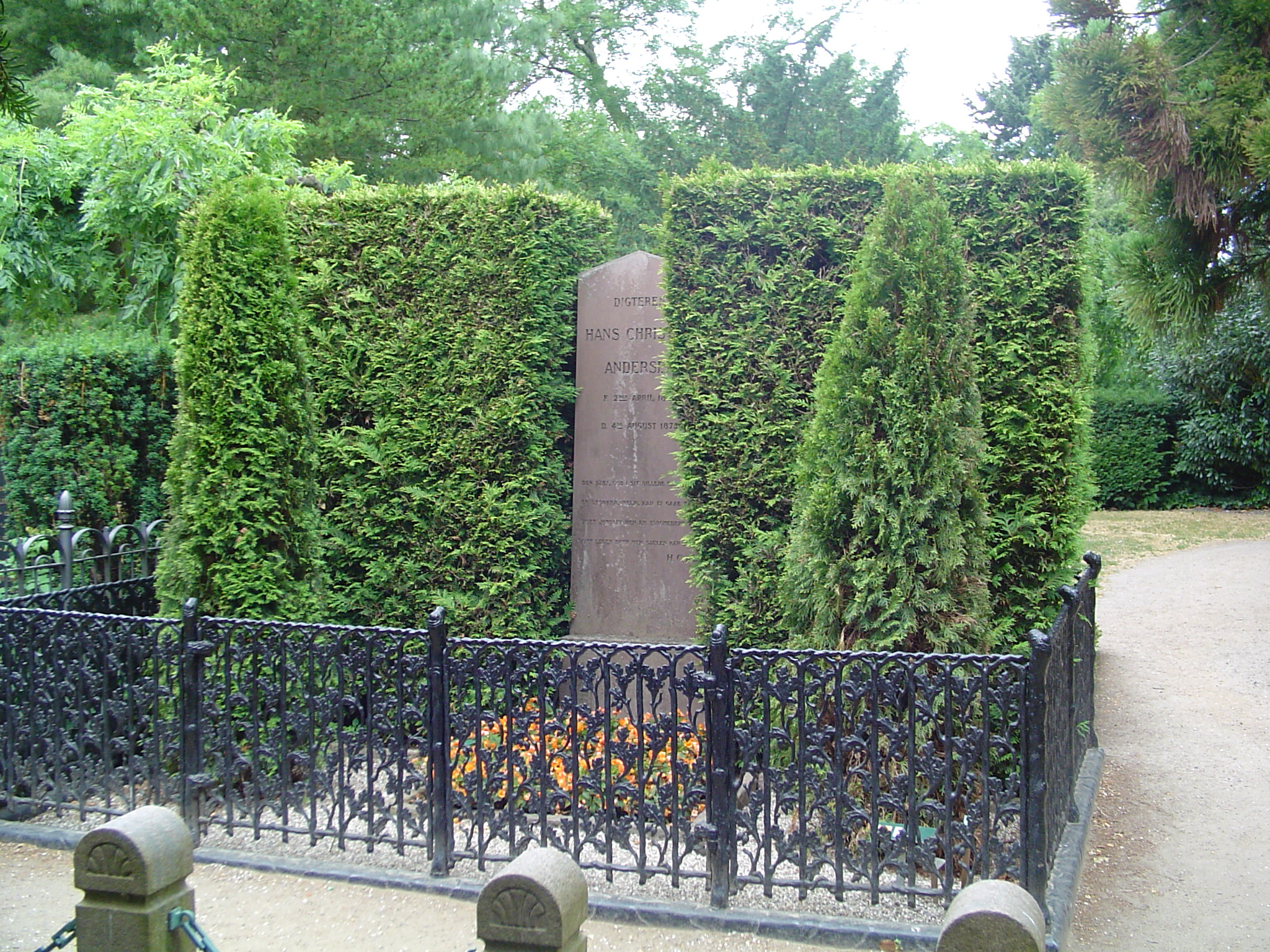
مقبرهٔ نویسنده دانمارکی هانس کریستیان آندرسن

گورستان اَسیستنس (انگلیسی: Assistens Cemetery) نام گورستانی مشهور در شهر کپنهاگ دانمارک است که محل دفن چهره‌های مشهور این کشور است. این گورستان که در سال ۱۷۶۰ میلادی برپا شد، توسط شهرداری کپنهاگ اداره می‌شود.
این گورستان یکی از زیباترین گورستان‌های اروپا و یکی از جاذبه‌های گردشگری پایتخت دانمارک است.

## به‌خاک‌سپرده‌شدگان مشهور
- هانس کریستیان آندرسن
- سورن کی‌یرکگور
- نیلز بور
- هارالد بور
- کریستین بور
- بن وبستر
- هانس کریستین اورستد
- ویلیام کریستوفر زایس
- کاسپر وسل
- اوژین وارمینگ
- مارتین وال
- ینس یورگن تورسن
- راسموس راسک
- ویلهلم پدرسن
- نیلز نیرگارد
- آدام مولر
- کریستن کوبکه
- ینس یوئل
- کریستین هانسن
- مارتین اندرسن نکسو
- پیتر الفلت
- کریستوفر ویلهلم اکرسبرگ
- پیتر گئورگ بنگ
- کارل کریستوفر گئورگ آندره
- نیکولای آبیلدگارد
- کیلد آبل